# 노을빛 아웃포커스
노을빛 아웃포커스(黄昏アウトフォーカス, Twilight Out of Focus)는 Jyanome이 쓰고 그린 일본 만화 시리즈이다. 2018년 6월부터 고단샤 디지털 BL 매거진 허니 밀크에서 연재를 시작했다. 시리즈는 총 5부로 구성되어 있으며, 그 중 3부는 메인 스토리이고 나머지 2부는 스핀오프 콘텐츠이다. 스튜디오 딘이 제작한 애니메이션 TV 시리즈는 2024년 7월 4일부터 9월 19일까지 방송되었다.